# Unione Cristiano-Nazionale
L'Unione Cristiano-Nazionale (in polacco: Zjednoczenie Chrześcijańsko-Narodowe - ZChN) è stato un partito politico polacco di orientamento cristiano-democratico e nazional-conservatore fondato nel 1989 da Wiesław Chrzanowski.
Si è dissolto nel 2010.

## Risultati elettorali
| Elezione          | Elezione | Voti                              | %                                 | Seggi    |
| ----------------- | -------- | --------------------------------- | --------------------------------- | -------- |
| Parlamentari 1991 | Sejm     | 980.304                           | 8,79                              | 49 / 460 |
| Parlamentari 1993 | Sejm     | Nel Comitato Elettorale Cattolico | Nel Comitato Elettorale Cattolico | 0 / 460  |
| Parlamentari 1997 | Sejm     | In AWS                            | In AWS                            | 25 / 460 |
| Parlamentari 2001 | Sejm     | In AWSP                           | In AWSP                           | 0 / 460  |
| 1. 2.             |          |                                   |                                   |          |